# Fram Reykjavík
Knattspyrnufélagið Fram cunoscut ca Fram Reykjavík când joacă în competiții europene este un club de fotbal din Reykjavík, Islanda. Echipa susține meciurile de acasă pe Laugardalsvöllur cu o capacitate de 10.000 de locuri.

## Lotul actual de jucători (2009-2010)
| Nr. |         | Poziție | Jucător                 |
| --- | ------- | ------- | ----------------------- |
| 1   | Islanda | P       | Hannes Þór Halldórsson  |
| 2   | Scoția  | M       | Paul McShane            |
| 3   | Islanda | M       | Ingvar Þór Ólason       |
| 4   | Islanda | F       | Kristján Hauksson       |
| 5   | Islanda | F       | Auðun Helgason          |
| 6   | Islanda | M       | Halldór Hermann Jónsson |
| 7   | Islanda | F       | Daði Guðmundsson        |
| 8   | Islanda | M       | Heiðar Geir Júlíusson   |
| 9   | Anglia  | F       | Sam Tillen              |
| 10  | Islanda | A       | Hjálmar Þórarinsson     |
| 11  | Islanda | A       | Almarr Ormarsson        |

| Nr. |         | Poziție | Jucător                      |
| --- | ------- | ------- | ---------------------------- |
| 14  | Islanda | M       | Hlynur Atli Magnússon        |
| 16  | Islanda | F       | Björn Orri Hermannsson       |
| 17  | Islanda | A       | Grímur Björn Grímsson        |
| 20  | Islanda | M       | Alexander Veigar Þórarinsson |
| 21  | Islanda | A       | Guðmundur Magnússon          |
| 22  | Islanda | A       | Ívar Björnsson               |
| 23  | Islanda | F       | Jón Guðni Fjóluson           |
| 26  | Islanda | F       | Jón Orri Ólafsson            |
| 27  | Islanda | F       | Kristján Hauksson            |
| 29  | Anglia  | M       | Joe Tillen                   |
| 30  | Islanda | P       | Ögmundur Kristinsson         |